# Lepcha (geslacht)
Lepcha is een geslacht van kevers uit de familie van de loopkevers (Carabidae). De wetenschappelijke naam van het geslacht is voor het eerst geldig gepubliceerd in 1930 door Andrewes.

## Soorten
Het geslacht Lepcha omvat de volgende soorten:
- Lepcha bengalensis Morvan, 1997
- Lepcha bran Morvan, 1997
- Lepcha cameroni Morvan, 1997
- Lepcha deliae Morvan, 1997
- Lepcha gogonasensis Morvan, 1982
- Lepcha heinigeri Morvan, 1997
- Lepcha holzschuhi Morvan, 1997
- Lepcha jelepa Andrewes, 1930
- Lepcha lampra Andrewes, 1930
- Lepcha lassallei Morvan, 1997
- Lepcha ovoidea Morvan, 1997
- Lepcha pygmaea (Habu, 1973)
- Lepcha similis Morvan, 1997
- Lepcha subdiscola Morvan, 1997